# Езерец (дем Хрупища)
Вижте пояснителната страница за други значения на Езерец.
Ѐзерец (на гръцки: Πετροπουλάκι, Петропулаки, катаревуса: Πετροπουλάκιον, Петропулакион, до 1926 година Έζερετς, Езерец) е село в югозападната част на Егейска Македония, Гърция. Селото е част от дем Хрупища, област Западна Македония.

## География
Селото е разположено в източното подножие на планината Горуша (Войо) в областта Костенария (Кастанохория) на 24 километра югозападно от Хрупища (Аргос Орестико).

## История

### В Османската империя
Селото носи името си по изчезнало езерце край него.
В XV век в село Езерце, каза Гьоридже (Корча) са отбелязани поименно 41 глави на домакинства. В края на XIX век Езерец е българско село в Костурска каза на Османската империя. Селото е разположено на самата българо-гръцка етническа граница – първото село на юг от Езерец е Деслаб (Драгасия), населено тогава с валахади, гърци мюсюлмани, на югозапад са Скумско и Лъка, населени с гърци, а на север албанското Вичища.
Според статистиката на Васил Кънчов („Македония. Етнография и статистика“) в 1900 година Езерец има 105 жители българи.
На Етнографската карта на Битолския вилает на Картографския институт в София от 1901 година Езерец е чисто българско село в Костурската каза на Корчанския санджак с 30 къщи.
В началото на XX век цялото население на Езерец е под върховенството на Цариградската патриаршия, но след Илинденското въстание в началото на 1904 година минава под върховенството на Българската екзархия. Същата година турските власти не допускат учителя Н. Василев от Нестрам да отвори българско училище в селото. По данни на секретаря на екзархията Димитър Мишев („La Macédoine et sa Population Chrétienne“) в 1905 година в Езерец има 240 българи екзархисти.
Гръцка статистика от 1905 година не отразява промяната и представя Езерец като изцяло гръцко – с 300 жители. Според Георги Константинов Бистрицки Езерец преди Балканската война има 30 български къщи.
Селото е опора на българщината в Костенарията и многократно е нападано от гръцки андартски чети. По думите на Христо Силянов:
| „ | Имената на селата Старичени, Езерец, Осничени станаха символи на героизъм и мъченичество. | “ |

Още с появата на андартството в Македония, Езерец като първо голямо българско село на север от етническата граница става прицел на неговия удар. В началото на 1904 година Георгиос Цондос (капитан Вардас) убива шестима членове на езерецкия комитет на ВМОРО. В края на ноември андартски четници убиват осем езерчани.
На 15 март 1905 година Езерец е нападнато от четата на Филипос Китринярис (капитан Ливас), предвождана от попа на село Скумско, като андартите избиват осем жители на селото. Тана Насковска, бежанка от Езерец, си спомня за това нападение:
| „ | Когато дойдоха андартите в нашето село, аз бях на 20 години. Първо вуйчо ми Петър го заклаха отзад на тила. Сетне видяха, че е грехота да ги убиват като волове, започнаха да стрелят. Убиха 8 мъже. На двама им извадиха прешленчетата от коленете и ги сложиха в джобовете. Тогава и моя татко го заклаха. Убиха ги, защото не се наричаха гърци. | “ |

За отмъщение районната чета на Киряк Шкуртов на 17 март запалва Жиковищкия манастир, който служи за убежище на гръцките чети. На 20 декември/2 януари 1905/06 „крепостта на екзархистите“ отново е нападната от обединените чети на Андонис Влахакис (капитан Лицас) и капитан Лукас Кокинос, които изгарят две къщи и убиват няколко души от селската милиция. На 1/14 януари съединените чети на Лицас и Лукас отново нападат Езерец, но андартите са отблъснати от четата на Митре Влаха и селската милиция, като дават осем убити и един ранен. На 6 май 1906 Езерец е нападнато от Андонис Влахакис успоредно с голямото нападение срещу Осничани (днес Кастанофито), при което загиват той и капитан Леонидас Петропулакис.
През лятото на същата 1906 Езерец отново е нападнато и изгорено от обединените чети на Лукас Кокинос и Вангелис Влахас. През септември 1906 година османски части успяват да убият трима четници на ВМОРО, обградени в Езерец.
Според Георгиос Панайотидис, учител в Цотилската гимназия в 1910 година в Езереци (Έζερετςι) е имало 25 семейства, от които обаче са останали само 20, тъй като селото е крепост на комитаджиите и е изгорено от турците в 1906 година.
При избухването на Балканската война в 1912 година един човек от Езерец е доброволец в Македоно-одринското опълчение.
На етническата карта на Костурското братство в София от 1940 година, към 1912 година Езерецъ е обозначено като българско селище.

### В Гърция
През войната селото е окупирано от гръцки части и остава в Гърция след Междусъюзническата война. Боривое Милоевич пише в 1921 година („Южна Македония“), че Йезерец (Језерец) има 30 къщи славяни християни. В 1926 година селото е прекръстено на името на капитан Леонидас Петропулакис.
През Втората световна война селото пострадва от окупационните власти. 7 са участниците в Охрана. 10 са участниците в ЕЛАС и 16 са съработниците.
Селото пострадва силно през Гражданската война в Гърция. 46 души от Езерец се сражават на страната на Демократичната армия на Гърция. Селото претърпява 11 блокади. През ноември 1946 г. при наказателна операция са изгорени и ограбени къщите на Т. Ятас, Т. Зикопулос, А. Васамопулос, Евтимиос Наскопулос и Н. Наскопулос. Изгорени са още 5 плевни, пребити са А. Томопулос и П. Минопулос, старият Валсамопулос и Андромахи Валсамопулу, ранена е Панайота Томопулу.
При нападение през 1947 г. на въоръжените сили начело с И. Спиропулос от селата Лъка и Забърдени (Мелантио) е убит Х. Коциопулос, бити са Д. Николопулос, Г. Минопулос, В. Наскопулос, Х. Томопулос, П. Ятас и съпругата му, Сидерула Зикопулу, Елефтерия Зикопулу, Андромахи Варсамопулу, Зоица Варсамопулу и Зоица Минопулу и други – общо 31 души. Затворени са К. Томопулос, В. Наскопулос, И. Минопулос и П. Минопулос. Ограбени са почти всички къщи. Откраднати са 1000 овце, 50 вола, 4 прасета, 100 килима, 100 чифта чорапи, 500 оки жито, 400 оки фасул, 350 оки сирене, 120 оки масло. Обезчестени са жените Димитра Николопулу и Мария Томопулу. Селото дава много убити, 47 семейства и 17 отделни души го напускат и в селото остават само 14 семейства. Общо 72 деца от Езерец са изведени от комунистическите части от селото като деца бежанци.
Жителите традиционно се занимават със скотовъдство, по-късно започват да обработват и слабо плодородната земя в землището на селото. Езерчани често ходят и на гурбет, като се занимават с производство на керемиди.
| Година    | 1913 | 1920 | 1928 | 1940 | 1951 | 1961 | 1971 | 1981 | 1991 | 2001 | 2011 | 2021 |
| --------- | ---- | ---- | ---- | ---- | ---- | ---- | ---- | ---- | ---- | ---- | ---- | ---- |
| Население | 209  | 91   | 235  | 310  | 54   | 94   | 45   | 33   | 30   | 35   | 10   | 12   |

## Личности
Родени в Езерец
- Антонис Сидиропулос (р. 1954), преподавател, краевед
- Вангелис Ставропулос, кмет на Езерец
- Георги Сотиров (1879/1880 – ?), опълченец от Македоно-одринското опълчение, воденичар с образование четвърто отделение, служил във Втора и в нестроевата рота на Седма кумановска дружина[30]
- Димитриос Зикопулос (1930 – 2011), гръцки и чилийски комунист, партизанин от ДАГ, емигрантски деец в Австралия, интернационалист
- Елефтерия Зикопулу (1927 – 2004), медицинска сестра, партизанка от ДАГ
- Йордан Миновски (Йорданис Минопулос, 1929 – 1948), гръцки комунист; баща му е участник в Гръцко-турската война, където е ранен; остава рано сирак; по време на окупацията е куриер на частите на ЕЛАС; в началото на Гражданската война лежи в затвора; след освобождаването си през 1947 година се включва в редиците на ДАГ; загива в 1948 година в сраженията за Грамос[31]
- Ристо Миновски (р. 1941), професор
- Зикос Зикопулос (1898 – 1966), командир от ЕЛАС и ДАГ
- Кольо Езерски (1869 – ?), каменоделец, деец на ВМОРО от 1895 г., през 1903 година е войвода на районната чета[32]
- Павлос Зикопулос (1923 – 1947), гръцки комунист и партизанин – офицер от ЕЛАС и ДАГ
- Сидерула Зикопулу (1900 – 1976), учителка
- Христо Насков (? – 1944), български революционер от Охрана
- Христос Сидиропулос или Ристо Сидовски, активист за човешки права с македонско национално съзнание[33]

Партизани от ЕЛАС и ДАГ
- Димитриос Ятас, Христос Ятас, Ставрос Минопулос, Димитриос Минопулос, Леонидас Минопулос, Минас Минопулос, Елефтерия Минопулу, Александра Минопулу, Сократис Томопулос, Алекос Томопулос, Аргирис Томопулос, Григорис Томопулос, Андреас Томопулос, Христос Наскопулос, Томас Зикопулос, Костас Зикопулос, Димитриос Димитропулос